# عنصر تک‌ایزوتوپ

عنصرهای تک‌ایزوتوپ و تک‌نوکلید عنصرهای تک‌ایزوتوپی که به‌طور طبیعی دارای نوکلید پرتوزا طبیعی هم هستند.

عنصر تک‌ایزوتوپ (به انگلیسی: Monoisotopic element) به عنصر شیمیایی گفته می‌شود که دارای تنها یک ایزوتوپ پایدار به صورت طبیعی است. از میان عناصر شیمیایی شناخته‌شدهٔ کنونی، تنها ۲۶ عنصر تک‌ایزوتوپ است.